# Hermann Zumpe

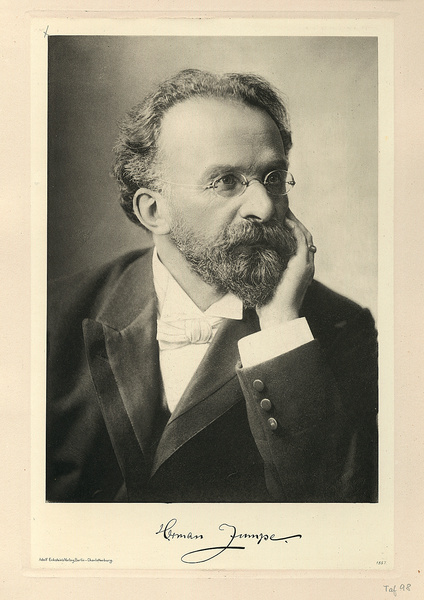
Retrato de Herman Zumpe, maestro e compositor alemão. Impressão em baixo relevo com fac-símile baseada numa fotografia datada, aproximadamente, de 1900 (31 x 21 cm).

Hermann Zumpe (9 de abril de 1850 - 4 de setembro de 1903) foi um maestro e compositor alemão.
Zumpe foi educado com professores do Seminário de Bautzen. Zumpe foi uma das pessoas que ajudaram Richard Wagner na preparação do Ciclo do Anel no Festival de Bayreuth ente 1873 - 1880, depois disso ele conduziu nos teatros de Salzburgo, Würzburg, Magdeburg, Frankfurt e Hamburgo (entre 1884 a 1886. Em 1891 ele foi para Stuttgart como Kapellmeister. Em 1895 ele tornou-se o diretor musical da Orquestra Kaim em Munique. Ele visitou Londres para conduzir performances de Wagner no Covent Garden em 1898. Em 1900 ele recebeu um dos mais importantes convites de sua carreira, o convite para ser Court-Capallmeister em Munique, tornando-se mais tarde o maestro da Ópera Estatal Bávara.